# Adheze

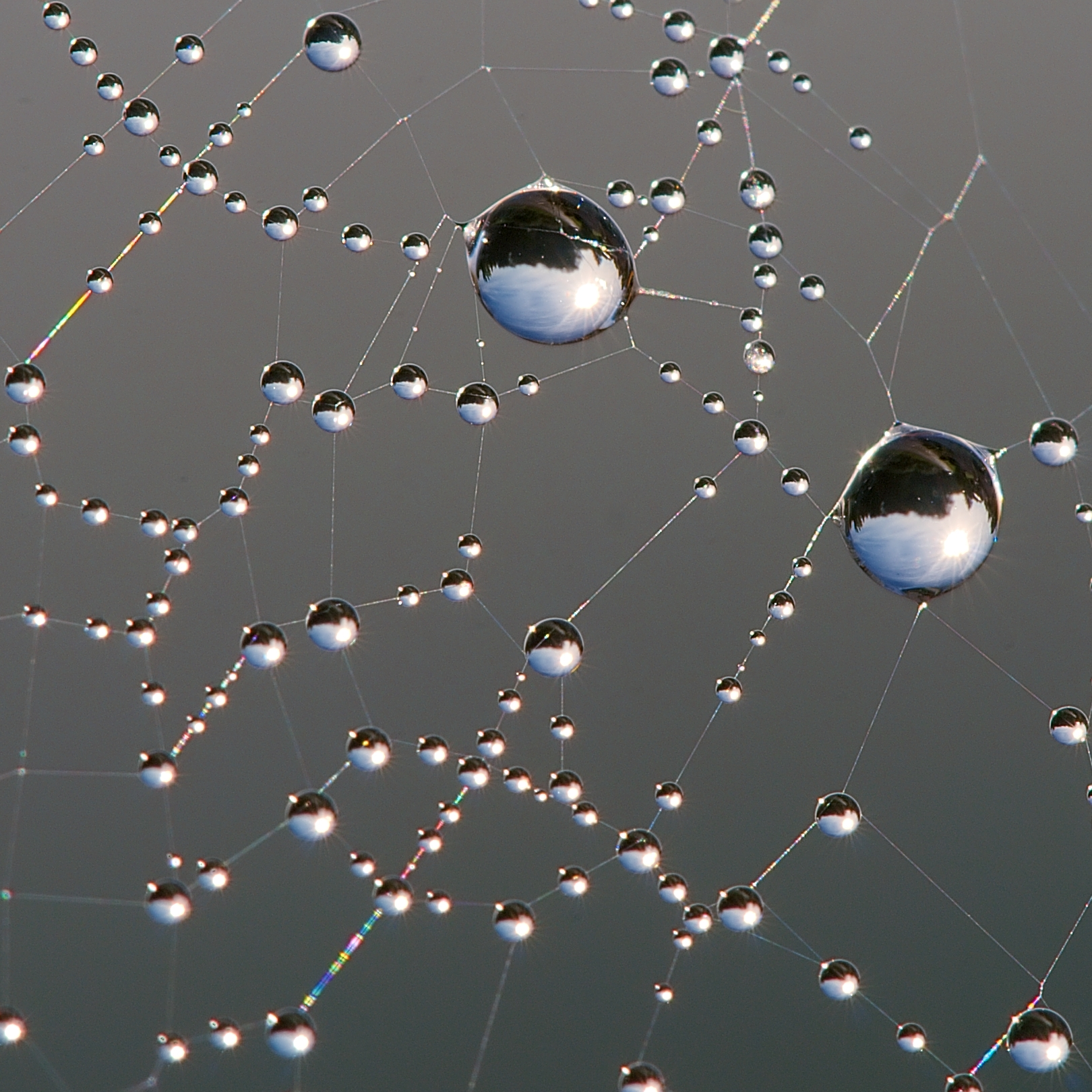
Adheze: Kapky rosy na pavučině.

Adheze (v obecném smyslu „přilnavost“) je schopnost materiálu (především dvou rozdílných materiálů) spolu přilnout, odborněji fyzikálně je to schopnost přenosu tečných sil ve styku dvou povrchů bez zřetelného pohybu. Adheze je taktéž definovatelná odborně chemicky jako síla přilnavosti, mezimolekulární přitažlivé chemické a fyzikální síly na styčných plochách v nerovnostech a pórech materiálů (Van der Waalsova síla). Van der Waalsovy síly jsou velmi slabé přitažlivé síly, které působí mezi nepolárními molekulami a jsou důsledkem vzniku okamžitého elektrického dipólu.
Adheze označuje přilnavost různých materiálů. Jejich soudržnost se nazývá koheze.

## Druhy adheze

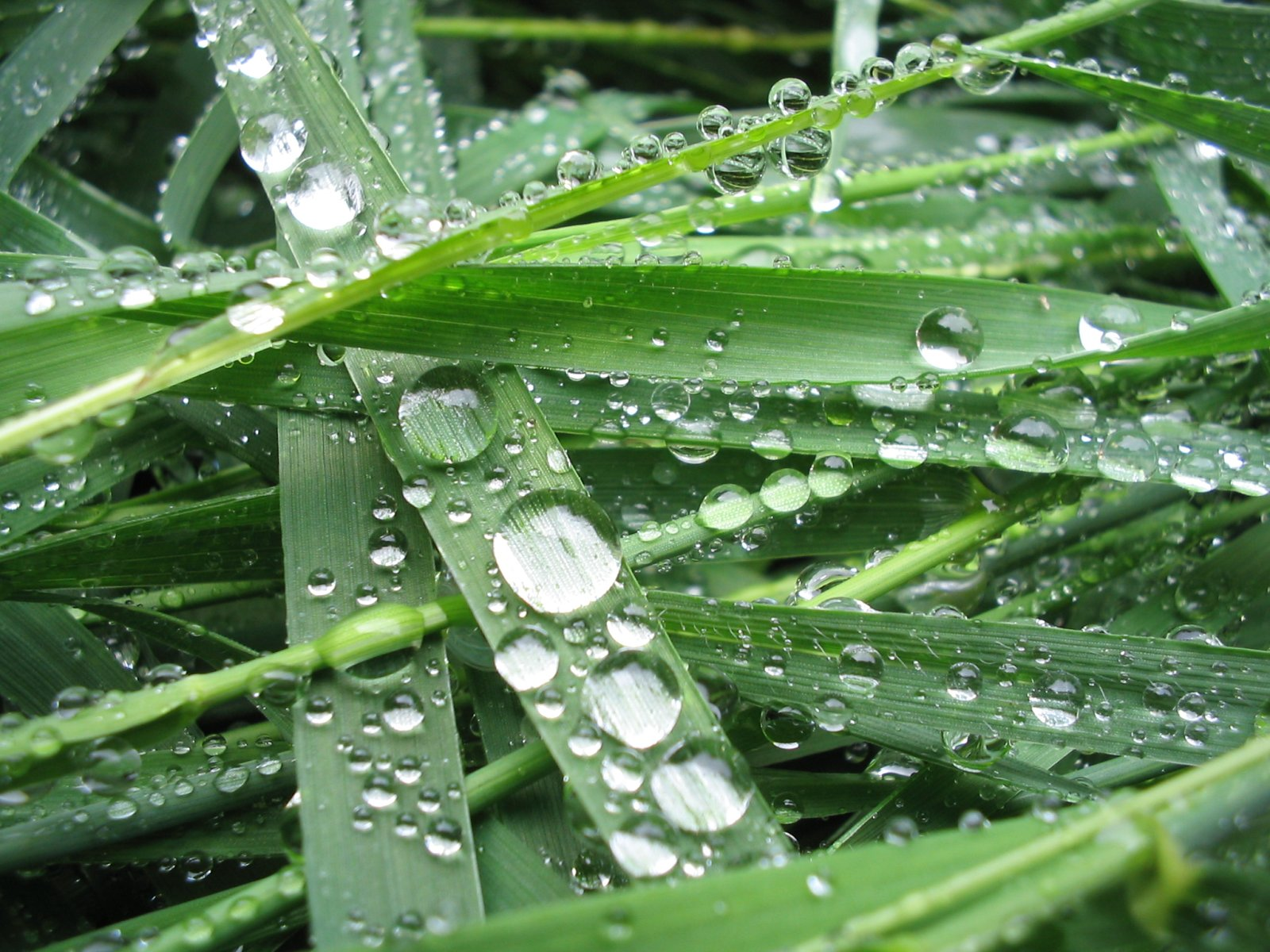
Koheze je příčinou proč voda tvoří kapky, povrchové napětí způsobuje, že kapka je kulovitého tvaru a adheze drží kapky na místě.

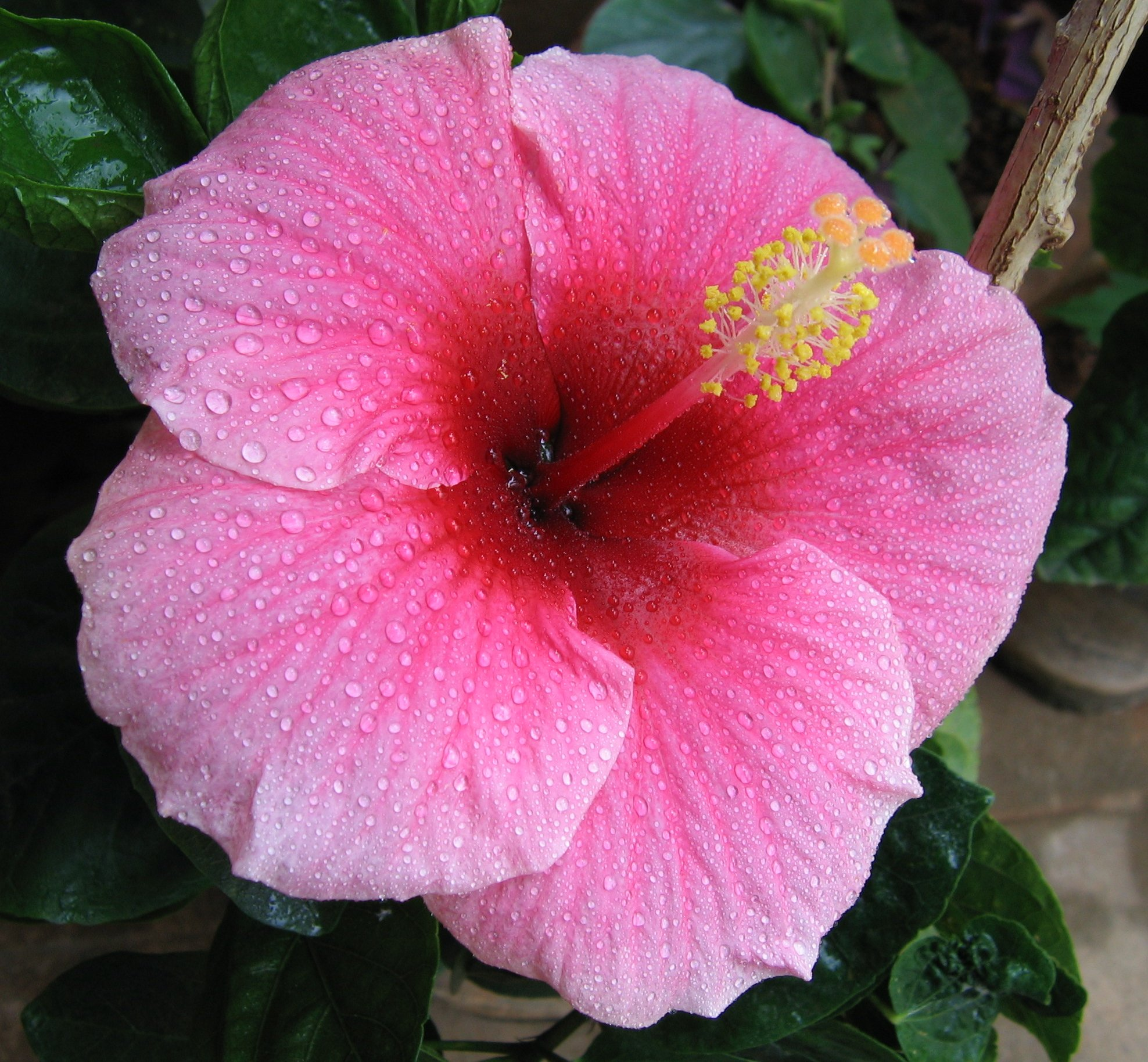
Kapičky vody jsou plošší na květu ibišku, což dokazuje větší adhezi povrchu jejich listů.

Pěti základními mechanismy adheze jsou mechanická adheze (suchý zip), chemická adheze (dva materiály vzájemně tvoří sloučeninu a díky tomu drží pohromadě), disperzní adheze (Van der Waalsova síla), elektrostatická adheze, difuzní adheze (polymery).

## Využití

### Doprava
V dopravě se tak označuje schopnost trakčního vozidla přenášet tažnou sílu mezi koly a jízdní dráhou. Na adhezi je založena funkčnost pozemních dopravních prostředků, umožňuje vyvíjet tažné i brzdné síly. Zároveň tato závislost pohonu vozidel na adhezi je důležitým rozdílem mezi pohonem v průmyslu a v trakci. Využívá 3 fyzikálních jevů: Jde o tření, valivý odpor a otáčivý pohyb.
Tam, kde je relativně nízký součinitel tření mezi kolem a jízdní dráhou, je důležitým parametrem adhezní hmotnost. To je důležité především na železnici u lokomotiv.

### Adhezní otěr při obrábění
- vytrhávání částic břitu obráběcího nástroje v důsledku adhezních spojů mezi nástroji a materiály obrobku
- významný při vyšších rychlostech obrábění, kdy vzniká bodový charakter styku a je umožněno adhezní spojení obou materiálů (materiálu nástroje a obrobku)